# San Nicola alla Carità (Nápoly)
A San Nicola alla Carità templom Nápolyban, a Via Toledo mentén.

## Története
1647-ben kezdték el építeni adományokból Onofrio Gisolfi tervei alapján. A templom építését 1682-ben fejezte be Cosimo Fanzago, Diego Innico Caracciolo di Martina bíboros hozzájárulásának segítségével. A homlokzatát a 18. században Salvatore Gandolfo tervei alapján alakították át. 1843-ban Guglielmo Turi felügyelete alatt restaurálták.

## Leírása
A háromhajós templombelsőt Francesco Solimena és Paolo De Matteis freskói díszítik. A templomban helyezték örök nyugalomra Bernardo Cavallino nápolyi festőt.